# 넘는수
넘는수는 곤마가 생기지 않도록 돌 전체에 힘을 실어주고 연결하는 수이자 서로 떨어져 있는 돌을 능률적으로 이어가는 수법이다. 참고로, 이음수와는 다른, 범위가 더 큰 개념이다.